# Cyclosa
Cyclosa Menge, 1866 è un genere appartenente alla famiglia Araneidae.

## Etimologia
Il nome deriva dal greco κύκλος, kyklos, cioè cerchio, giro, per le modalità della tessitura della tela.

## Caratteristiche
Una delle peculiarità di questo genere è di porre verticalmente le prede imbozzolate lungo la tela, probabilmente per tenerle costantemente sotto controllo.

## Distribuzione
Le numerose specie oggi note e la loro diffusione rendono questo genere pressoché cosmopolita, ad eccezione dei Poli. Le specie dall'areale più vasto sono la C. conica e la C. oculata, rinvenute in molte località, rispettivamente, della regione olartica e della regione paleartica.

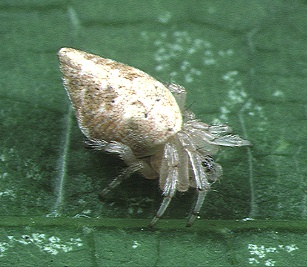
Cyclosa alba, femmina

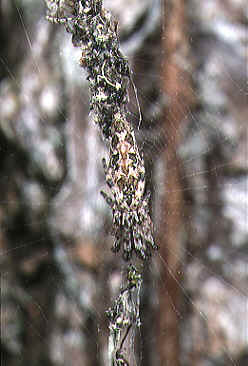
Cyclosa angusta, femmina

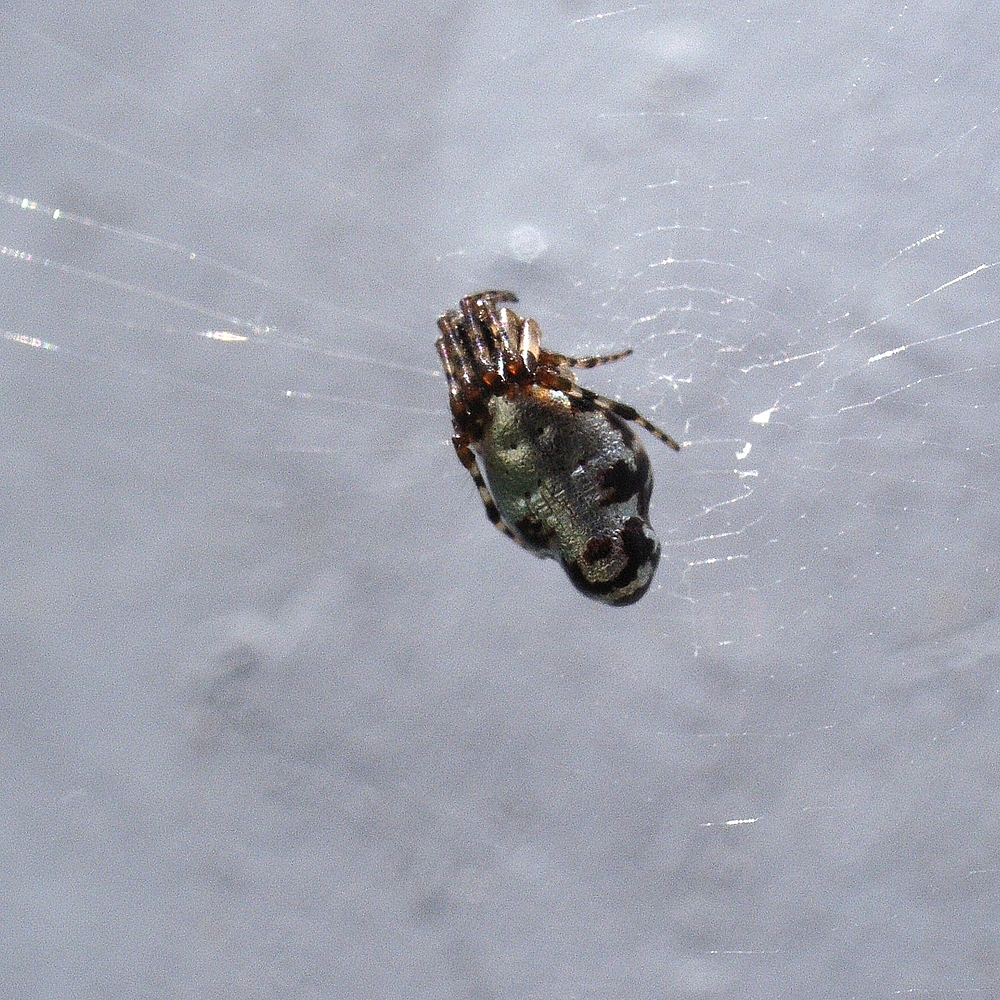
Cyclosa argenteoalba

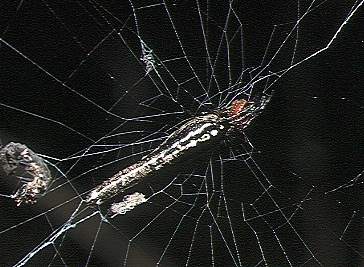
Cyclosa bifida

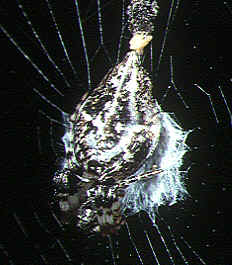
Cyclosa confusa, femmina

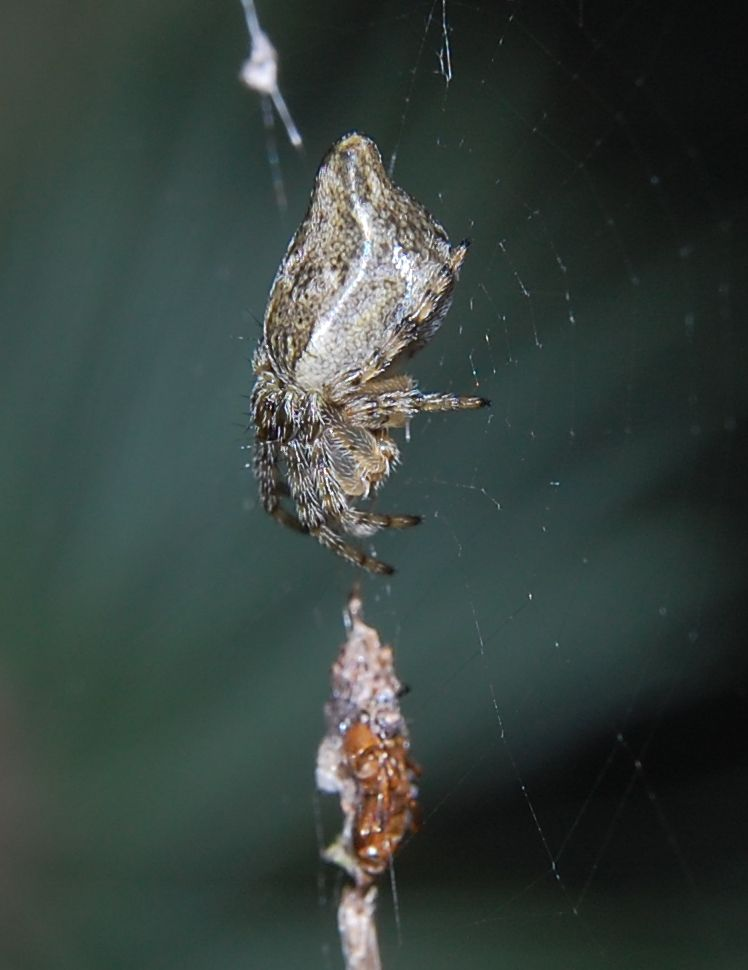
Cyclosa conica

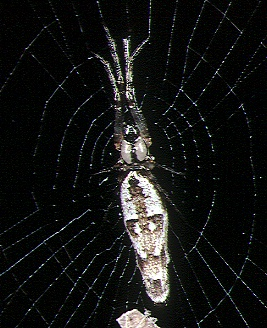
Cyclosa ginnaga, femmina

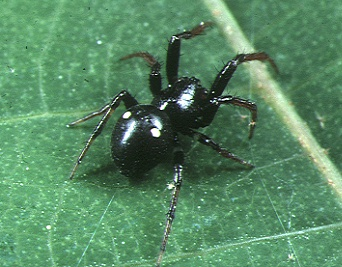
Cyclosa mulmeinensis, maschio

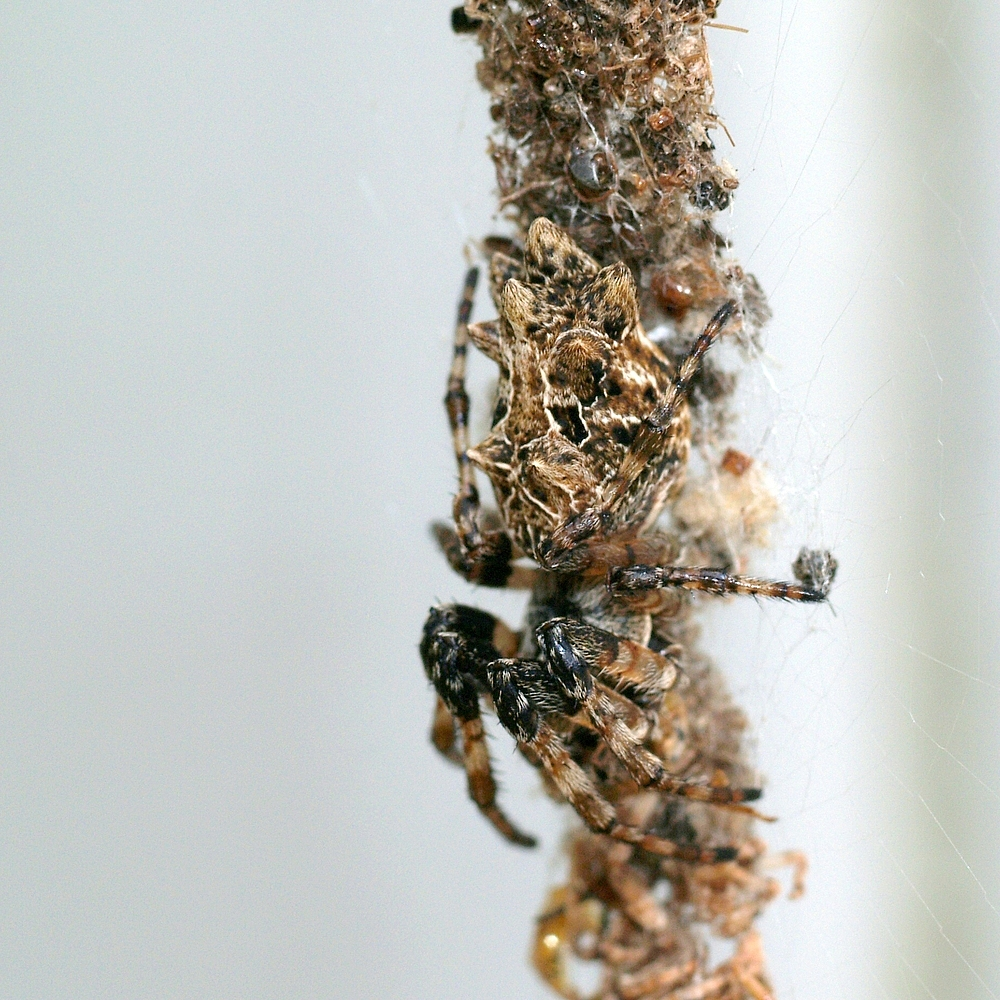
Cyclosa octotuberculata

## Tassonomia
Considerata un sinonimo anteriore di Parazygia Caporiacco, 1955, secondo la specie tipo Parazygia accentonotata Caporiacco, 1955, a seguito di un lavoro di Levi (1977a).
Dal 2013 non sono stati esaminati esemplari di questo genere.
A dicembre 2013, si compone di 168 specie e 8 sottospecie:
1. Cyclosa alayoni Levi, 1999 - Cuba, Portorico
2. Cyclosa alba Tanikawa, 1992 - Giappone
3. Cyclosa albisternis Simon, 1887 - India, isole Andamane, Hawaii
4. Cyclosa albopunctata Kulczynski, 1901 - Africa, Nuova Guinea, Nuova Caledonia
5. Cyclosa algerica Simon, 1885 - area del Mediterraneo
6. Cyclosa andinas Levi, 1999 - Colombia, Ecuador
7. Cyclosa angusta Tanikawa, 1992 - Giappone
8. Cyclosa argentata Tanikawa & Ono, 1993 - Taiwan
9. Cyclosa argenteoalba Bösenberg & Strand, 1906 - Russia, Cina, Corea, Taiwan, Giappone
10. Cyclosa atrata Bösenberg & Strand, 1906 - Russia, Cina, Corea, Giappone
11. Cyclosa baakea Barrion & Litsinger, 1995 - Filippine
12. Cyclosa bacilliformis Simon, 1908 - Australia occidentale
13. Cyclosa baloghi Kolosvàry, 1934 - Ungheria
14. Cyclosa banawensis Barrion & Litsinger, 1995 - Filippine
15. Cyclosa berlandi Levi, 1999 - USA, dall'isola di Hispaniola all'Ecuador
16. Cyclosa bianchoria Yin et al., 1990 - Cina
17. Cyclosa bifida (Doleschall, 1859) - dall'India alle Filippine, Nuova Guinea
18. Cyclosa bifurcata (Walckenaer, 1842) - Costarica, dall'isola di Hispaniola all'Argentina
19. Cyclosa bihamata Zhang, Zhang & Zhu, 2010 - Cina
20. Cyclosa bituberculata Biswas & Raychaudhuri, 1998 - Bangladesh
21. Cyclosa bulleri (Thorell, 1881) - Nuova Guinea
22. Cyclosa cajamarca Levi, 1999 - Perù
23. Cyclosa caligata (Thorell, 1890) - Sumatra
24. Cyclosa camargoi Levi, 1999 - Brasile
25. Cyclosa camelodes (Thorell, 1878) - isole Seychelles, Nuova Guinea
26. Cyclosa caroli (Hentz, 1850) - USA, dalle Indie occidentali alla Bolivia
27. Cyclosa centrifaciens Hingston, 1927 - Myanmar
28. Cyclosa centrodes (Thorell, 1887) - dall'India a Singapore
29. Cyclosa cephalodina Song & Liu, 1996 - Cina
30. Cyclosa chichawatniensis Mukhtar & Mushtaq, 2005 - Pakistan
31. Cyclosa circumlucens Simon, 1907 - Guinea Bissau, isola di São Tomé
32. Cyclosa concolor Caporiacco, 1933 - Libia
33. Cyclosa confraga (Thorell, 1892) - India, dal Bangladesh alla Malesia
34. Cyclosa confusa Bösenberg & Strand, 1906 - Cina, Corea, Taiwan, Giappone
35. Cyclosa conica Pallas, 1772[2] - regione olartica
  - Cyclosa conica albifoliata Strand, 1907 - Francia
  - Cyclosa conica defoliata Strand, 1907 - Europa centrale
  - Cyclosa conica dimidiata Simon, 1929 - Francia
  - Cyclosa conica leucomelas Strand, 1907 - Europa centrale
  - Cyclosa conica pyrenaica Strand, 1907 - Francia
  - Cyclosa conica zamezai Franganillo, 1909 - Portogallo
36. Cyclosa conigera F. O. P.-Cambridge, 1906 - dal Messico all'Honduras
37. Cyclosa coylei Levi, 1999 - Messico, Guatemala
38. Cyclosa cucurbitoria Yin et al., 1990 - Cina
39. Cyclosa cucurbitula Simon, 1900 - Hawaii
40. Cyclosa curiraba Levi, 1999 - Bolivia
41. Cyclosa cylindrata Yin, Zhu & Wang, 1995 - Cina
42. Cyclosa cylindrifaciens Hingston, 1927 - Myanmar
43. Cyclosa damingensis Xie, Yin & Kim, 1995 - Cina
44. Cyclosa deserticola Levi, 1998 - Egitto, Israele
45. Cyclosa dianasilvae Levi, 1999 - Ecuador, Perù
46. Cyclosa diversa O. P.-Cambridge, 1894 - Messico, da Cuba all'Argentina
47. Cyclosa dives Simon, 1877 - Cina, Filippine
48. Cyclosa donking Levi, 1999 - Bolivia
49. Cyclosa dosbukolea Barrion & Litsinger, 1995 - Filippine
50. Cyclosa durango Levi, 1999 - Messico
51. Cyclosa elongata Biswas & Raychaudhuri, 1998 - Bangladesh
52. Cyclosa espumoso Levi, 1999 - Brasile
53. Cyclosa fililineata Hingston, 1932 - dal Panamá all'Argentina
54. Cyclosa formosa Karsch, 1879 - Africa occidentale
55. Cyclosa formosana Tanikawa & Ono, 1993 - Taiwan
56. Cyclosa fuliginata (C. L. Koch, 1871) - Australia (Nuovo Galles del Sud, Victoria)
57. Cyclosa ginnaga Yaginuma, 1959 - Cina, Corea, Taiwan, Giappone
58. Cyclosa gossypiata Keswani, 2013 - India
59. Cyclosa groppalii Pesarini, 1998 - isole Baleari
60. Cyclosa gulinensis Xie, Yin & Kim, 1995 - Cina
61. Cyclosa haiti Levi, 1999 - isola di Hispaniola, Giamaica, isola Mona
62. Cyclosa hamulata Tanikawa, 1992 - Russia, Giappone
63. Cyclosa hexatuberculata Tikader, 1982 - India, Pakistan
64. Cyclosa hova Strand, 1907 - Madagascar
65. Cyclosa huila Levi, 1999 - Colombia
66. Cyclosa imias Levi, 1999 - Cuba
67. Cyclosa inca Levi, 1999 - dalla Colombia all'Argentina
68. Cyclosa informis Yin, Zhu & Wang, 1995 - Cina
69. Cyclosa insulana (O. G. Costa, 1834) - dal Mediterraneo alle Filippine, Australia
70. Cyclosa ipilea Barrion & Litsinger, 1995 - Filippine
71. Cyclosa jalapa Levi, 1999 - Messico
72. Cyclosa japonica Bösenberg & Strand, 1906 - Russia, Cina, Corea, Taiwan, Giappone
73. Cyclosa jose Levi, 1999 - Costarica
74. Cyclosa kashmirica Caporiacco, 1934 - Karakorum
75. Cyclosa kibonotensis Tullgren, 1910 - Africa centrale e orientale, isole Seychelles
76. Cyclosa koi Tanikawa & Ono, 1993 - Taiwan
77. Cyclosa krusa Barrion & Litsinger, 1995 - Pakistan, Filippine
78. Cyclosa kumadai Tanikawa, 1992 - Russia Corea, Giappone
79. Cyclosa laticauda Bösenberg & Strand, 1906 - Cina, Corea, Taiwan, Giappone
80. Cyclosa lawrencei Caporiacco, 1949 - Kenya
81. Cyclosa libertad Levi, 1999 - Ecuador, Perù
82. Cyclosa litoralis (L. Koch, 1867) - isole Samoa, isole Figi, Tahiti
83. Cyclosa longicauda (Taczanowski, 1878) - dalla Colombia all'Argentina
84. Cyclosa machadinho Levi, 1999 - Brasile, Argentina
85. Cyclosa maderiana Kulczynski, 1899 - Madeira, isole Canarie
86. Cyclosa maritima Tanikawa, 1992 - Giappone
87. Cyclosa mavaca Levi, 1999 - Colombia, Venezuela
88. Cyclosa meruensis Tullgren, 1910 - Africa orientale
89. Cyclosa micula (Thorell, 1892) - India, Singapore
90. Cyclosa minora Yin, Zhu & Wang, 1995 - Cina
91. Cyclosa mocoa Levi, 1999 - Colombia
92. Cyclosa mohini Dyal, 1935 - Pakistan
93. Cyclosa monteverde Levi, 1999 - Costarica, Panamá
94. Cyclosa monticola Bösenberg & Strand, 1906 - Russia, Cina, Corea, Taiwan, Giappone
95. Cyclosa moonduensis Tikader, 1963 - India
96. Cyclosa morretes Levi, 1999 - Brasile
97. Cyclosa mulmeinensis (Thorell, 1887) - dall'Africa al Giappone, Filippine
98. Cyclosa neilensis Tikader, 1977 - isole Andamane
99. Cyclosa nevada Levi, 1999 - Colombia
100. Cyclosa nigra Yin et al., 1990 - Cina
101. Cyclosa nodosa (O. P.-Cambridge, 1889) - dal Guatemala alla Costarica
102. Cyclosa norihisai Tanikawa, 1992 - Cina, Giappone
103. Cyclosa oatesi (Thorell, 1892) - isole Andamane
104. Cyclosa octotuberculata Karsch, 1879 - Cina, Corea, Taiwan, Giappone
105. Cyclosa oculata (Walckenaer, 1802) - regione paleartica
106. Cyclosa ojeda Levi, 1999 - isola di Curaçao (Venezuela)
107. Cyclosa okumae Tanikawa, 1992 - Russia, Corea, Giappone
108. Cyclosa olivenca Levi, 1999 - Brasile
109. Cyclosa olorina Simon, 1900 - isole Hawaii
110. Cyclosa omonaga Tanikawa, 1992 - Corea, Taiwan, Giappone
111. Cyclosa onoi Tanikawa, 1992 - Cina, Giappone
112. Cyclosa oseret Levi, 1999 - Brasile
113. Cyclosa otsomarka Barrion & Litsinger, 1995 - Filippine
114. Cyclosa pantanal Levi, 1999 - Brasile
115. Cyclosa parangmulmeinensis Barrion & Litsinger, 1995 - Filippine
116. Cyclosa parangtarugoa Barrion & Litsinger, 1995 - Filippine
117. Cyclosa paupercula Simon, 1893 - Borneo
118. Cyclosa pedropalo Levi, 1999 - Colombia
119. Cyclosa pellaxoides Roewer, 1955 - Singapore
120. Cyclosa pentatuberculata Yin, Zhu & Wang, 1995 - Cina
121. Cyclosa perkinsi Simon, 1900 - Hawaii
122. Cyclosa picchu Levi, 1999 - Perù
123. Cyclosa pichilinque Levi, 1999 - Messico
124. Cyclosa pseudoculata Schenkel, 1936 - Cina
125. Cyclosa psylla (Thorell, 1887) - Myanmar, Giappone
126. Cyclosa punctata Keyserling, 1879 - Brasile
127. Cyclosa punjabiensis Ghafoor & Beg, 2002 - Pakistan
128. Cyclosa purnai Keswani, 2013 - India
129. Cyclosa pusilla Simon, 1880 - Nuova Caledonia
130. Cyclosa quinqueguttata (Thorell, 1881) - India, Bhutan, Myanmar, Cina, Taiwan
131. Cyclosa reniformis Zhu, Lian & Chen, 2006 - Cina
132. Cyclosa rhombocephala (Thorell, 1881) - Queensland
133. Cyclosa rubronigra Caporiacco, 1947 - dal Costarica al Brasile
134. Cyclosa sachikoae Tanikawa, 1992 - Giappone
135. Cyclosa saismarka Barrion & Litsinger, 1995 - Pakistan, Filippine
136. Cyclosa sanctibenedicti (Vinson, 1863) - isola di Réunion
137. Cyclosa santafe Levi, 1999 - Colombia
138. Cyclosa sedeculata Karsch, 1879 - Cina, Corea, Giappone
139. Cyclosa senticauda Zhu & Wang, 1994 - Cina
140. Cyclosa serena Levi, 1999 - Cile, Argentina
141. Cyclosa seriata (Thorell, 1881) - Giava
142. Cyclosa shinoharai Tanikawa & Ono, 1993 - Taiwan
143. Cyclosa sierrae Simon, 1870 - dall'Europa alla Georgia
144. Cyclosa simoni Tikader, 1982 - India
145. Cyclosa simplicicauda Simon, 1900 - Hawaii
  - Cyclosa simplicicauda rufescens Simon, 1900 - Hawaii
146. Cyclosa spirifera Simon, 1889 - India, Pakistan
147. Cyclosa strandi Kolosvàry, 1934 - regione balcanica
148. Cyclosa tamanaco Levi, 1999 - Trinidad
149. Cyclosa tapetifaciens Hingston, 1932 - dal Panamá all'Argentina
150. Cyclosa tardipes (Thorell, 1895) - Myanmar
  - Cyclosa tardipes ignava (Thorell, 1895) - Myanmar
151. Cyclosa tauraai Berland, 1933 - isole Marchesi
152. Cyclosa teresa Levi, 1999 - Brasile
153. Cyclosa tricolor (Leardi, 1902) - Filippine
154. Cyclosa trilobata (Urquhart, 1885) - Australia, Tasmania, Nuova Zelanda
155. Cyclosa tripartita Tullgren, 1910 - Africa orientale
156. Cyclosa triquetra Simon, 1895 - Messico, dalle Indie occidentali al Perù
157. Cyclosa tropica Biswas & Raychaudhuri, 1998 - Bangladesh
158. Cyclosa tuberascens Simon, 1906 - India
159. Cyclosa turbinata (Walckenaer, 1842) - dagli USA al Panamá, Indie occidentali, isole Galapagos, Hawaii
160. Cyclosa turvo Levi, 1999 - Brasile
161. Cyclosa vallata Keyserling, 1886 - Corea, Taiwan, dal Giappone all'Australia
162. Cyclosa vicente Levi, 1999 - Colombia, Brasile, Argentina
163. Cyclosa vieirae Levi, 1999 - Perù, Brasile
164. Cyclosa walckenaeri O. P.-Cambridge, 1889 - dagli USA alla Guyana, Indie occidentali
165. Cyclosa woyangchuan Zhang, Zhang & Zhu, 2010 - Cina
166. Cyclosa xanthomelas Simon, 1900 - Hawaii
167. Cyclosa yaginumai Biswas & Raychaudhuri, 1998 - Bangladesh
168. Cyclosa zhangmuensis Hu & Li, 1997 - Cina

## Omonimie ridenominate
- Cyclosa tricolor Mello-Leitão, 1940; ridenominata come Cyclosa tricolorata Brignoli, 1983c, (ritenuta nomen dubium), in quanto già era stata descritta Cyclosa tricolor(Leardi, 1902)[1].
- Cyclosa trituberculata Berland, 1913; ridenominata come Cyclosa berlandi Levi, 1999, in quanto già era stata descritta Cyclosa trituberculata Lucas, 1846[1].